# Montufar Island
Montufar Island (spanisch Islote Montufar) ist eine kleine, in der Aufsicht dreieckige Insel im Archipel der Südlichen Shetlandinseln. Sie liegt 0,3 km östlich von Dee Island in der English Strait zwischen Greenwich Island und Robert Island.
Ecuadorianische Wissenschaftler benannten sie 1990 nach einem Teilnehmer der zweiten ecuadorianischen Antarktisexpedition, der bei der Errichtung der Maldonado-Station auf Greenwich Island in einen Unfall verwickelt war. Das UK Antarctic Place-Names Committee übertrug diese Benennung 2005 ins Englische.